# Saint-Barthélemy-le-Plain
Pour les articles homonymes, voir Saint-Barthélemy et Plain.
Saint-Barthélemy-le-Plain est une commune française, située dans le département de l'Ardèche en région Auvergne-Rhône-Alpes.

## Géographie

### Situation et description
Saint-Barthélemy-le-Plain est une commune de l'Ardèche, dans l'ancienne province du Vivarais. Cette commune est située sur un plateau en bordure du Rhône, à une altitude moyenne de 400 mètres. La localité est entourée par deux rivières à gorges profondes : le Doux au nord (Valmordane) et le Duzon au sud (cuves du Duzon). C'est dans les gorges du Doux que passe la ligne du « Chemin de fer à vapeur du Vivarais » allant de Tournon à Lamastre.
Un viaduc en pierre de taille et un vieux pont datant de 1656, permettent la traversée du Duzon. Le vieux pont se trouve sur l’ancienne route empruntée par les muletiers, « La Raviscole », qui domine le ravin du Duzon dans la montée vers Saint-Barthélemy-le-Plain. Ce chemin muletier, élargi au cours du XVIIe siècle, a été doublé par une route à déclivité plus faible, à la suite d'un projet établi en 1853. Ce projet nécessitera la construction du viaduc actuel à huit arches, terminé en 1870. Au bout du vieux pont se trouvait une petite usine « les textiles de Duzon ». Cette usine utilisait la force hydraulique du Doux, grâce à un barrage situé en amont. Construite en 1845, tout d'abord pour le « moulinage » des cocons de soie produits dans la région, elle s'est ensuite orientée vers le tissage de la soie, puis de fibres synthétiques. Cette usine a fermé ses portes en 1990. Elle est maintenant occupée par un atelier d'artiste.

### Communes limitrophes
Saint-Barthélemy-le-Plain est limitrophe de huit communes, toutes situées dans le département de l'Ardèche et réparties géographiquement de la manière suivante :

### Climat
Pour des articles plus généraux, voir Climat d'Auvergne-Rhône-Alpes et Climat de l'Ardèche.
En 2010, le climat de la commune est de type climat méditerranéen altéré, selon une étude du CNRS s'appuyant sur une série de données couvrant la période 1971-2000. En 2020, Météo-France publie une typologie des climats de la France métropolitaine dans laquelle la commune est dans une zone de transition entre le climat de montagne et le climat méditerranéen et est dans la région climatique Moyenne vallée du Rhône, caractérisée par un bon ensoleillement en été (fraction d’insolation > 60 %), une forte amplitude thermique annuelle (4 à 20 °C), un air sec en toutes saisons, orageux en été, des vents forts (mistral), une pluviométrie élevée en automne (250 à 300 mm).
Pour la période 1971-2000, la température annuelle moyenne est de 11 °C, avec une amplitude thermique annuelle de 17,1 °C. Le cumul annuel moyen de précipitations est de 982 mm, avec 7,8 jours de précipitations en janvier et 5,6 jours en juillet. Pour la période 1991-2020, la température moyenne annuelle observée sur la station météorologique de Météo-France la plus proche, « Colombier Vieux Sa », sur la commune de Colombier-le-Vieux à 4 km à vol d'oiseau, est de 12,0 °C et le cumul annuel moyen de précipitations est de 901,8 mm,. Pour l'avenir, les paramètres climatiques de la commune estimés pour 2050 selon différents scénarios d'émission de gaz à effet de serre sont consultables sur un site dédié publié par Météo-France en novembre 2022.

### Hydrographie
La confluence entre la Daronne et le Doux se situe au nord de la commune, face au territoire de la commune d'Étables.

## Urbanisme

### Typologie
Au 1er janvier 2024, Saint-Barthélemy-le-Plain est catégorisée commune rurale à habitat dispersé, selon la nouvelle grille communale de densité à 7 niveaux définie par l'Insee en 2022.
Elle est située hors unité urbaine. Par ailleurs la commune fait partie de l'aire d'attraction de Tournon-sur-Rhône, dont elle est une commune de la couronne,. Cette aire, qui regroupe 9 communes, est catégorisée dans les aires de moins de 50 000 habitants,.

### Occupation des sols
L'occupation des sols de la commune, telle qu'elle ressort de la base de données européenne d’occupation biophysique des sols Corine Land Cover (CLC), est marquée par l'importance des territoires agricoles (52,3 % en 2018), en diminution par rapport à 1990 (54,1 %). La répartition détaillée en 2018 est la suivante : forêts (45,7 %), prairies (27,5 %), zones agricoles hétérogènes (24,8 %), zones urbanisées (2 %).
L'évolution de l’occupation des sols de la commune et de ses infrastructures peut être observée sur les différentes représentations cartographiques du territoire : la carte de Cassini (XVIIIe siècle), la carte d'état-major (1820-1866) et les cartes ou photos aériennes de l'IGN pour la période actuelle (1950 à aujourd'hui).

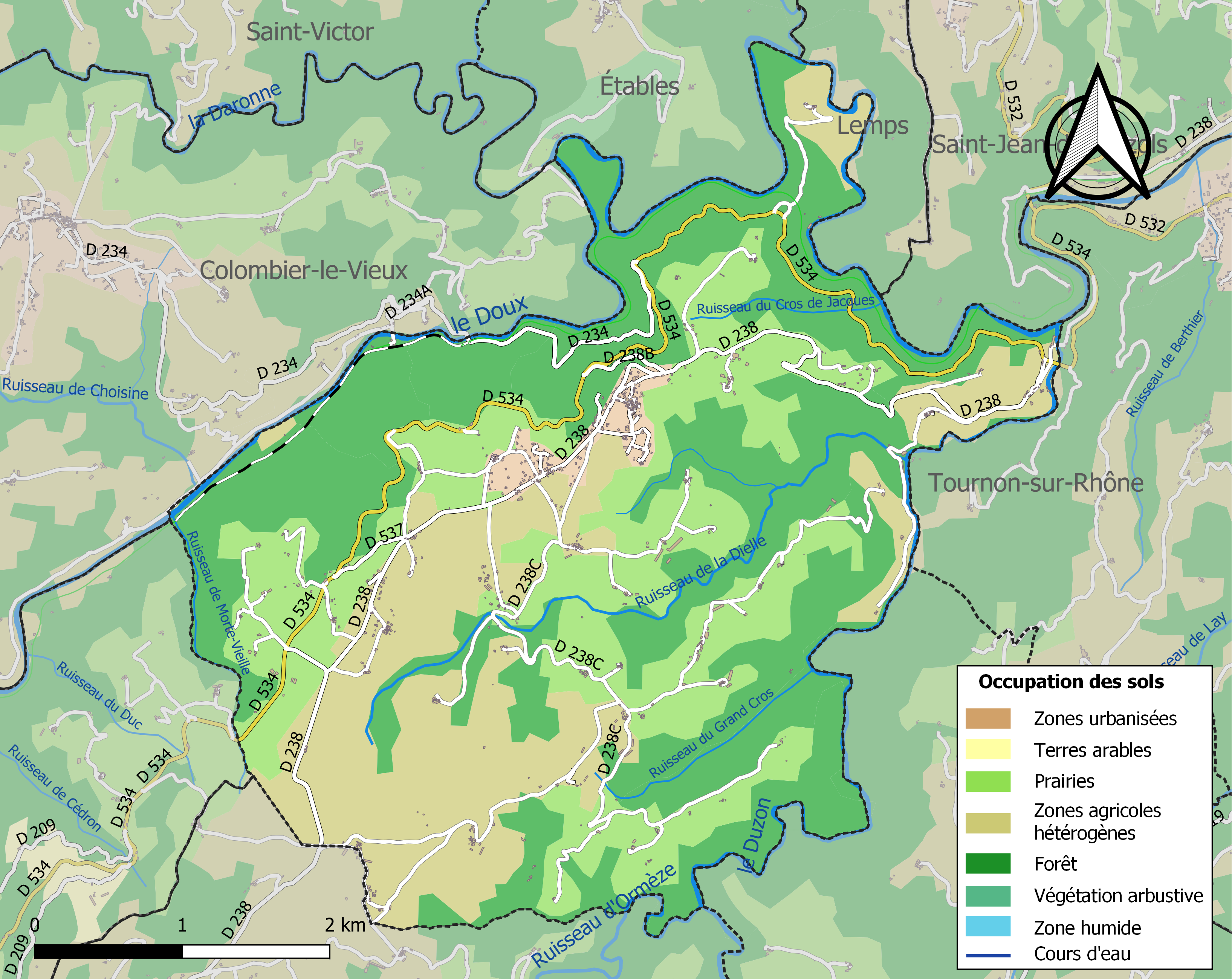
Carte des infrastructures et de l'occupation des sols de la commune en 2018 (CLC).

### Risques naturels

#### Risques sismiques
L'ensemble du territoire de la commune de Saint-Barthélemy-le-Plain est situé en zone de sismicité no 3 (sur une échelle de 1 à 5), comme la plupart des communes situées dans la vallée du Rhône, les communes du plateau et de la montagne ardéchoise, situées plus à l'ouest, sont en zone de sismicité n° 2.
| Type de zone | Niveau            | Définitions (bâtiment à risque normal) |
| ------------ | ----------------- | -------------------------------------- |
| Zone 3       | Sismicité modérée | accélération = 1,1 m/s2                |

## Histoire
L'histoire de ce territoire débute par une citation dans le « cartulaire de l'abbaye de Saint-Chaffre » en avril 974, sous le nom de villa Planis. L'évolution du nom de la paroisse puis de la commune, au cours des siècles, est la suivante :
- avril 974 : villa Planis ;
- Xe – XIIe siècle : Sanctus Bartholomeus de Plassanis ;
- XIIIe – XVe siècle : Mandement de Saint-Romain-Valmordane ;
- XVIe – XVIIe siècle : Saint-Barthélemy-de-Plassas ;
- XVIIIe siècle : Saint-Barthélemy-le-Plain ;
- Révolution : Montplein ;
- 1805-1939 : Saint-Barthélemy-le-Plein ;
- décret du 19 avril 1939 : Saint-Barthélemy-le-Plain.

## Politique et administration

### Liste des maires

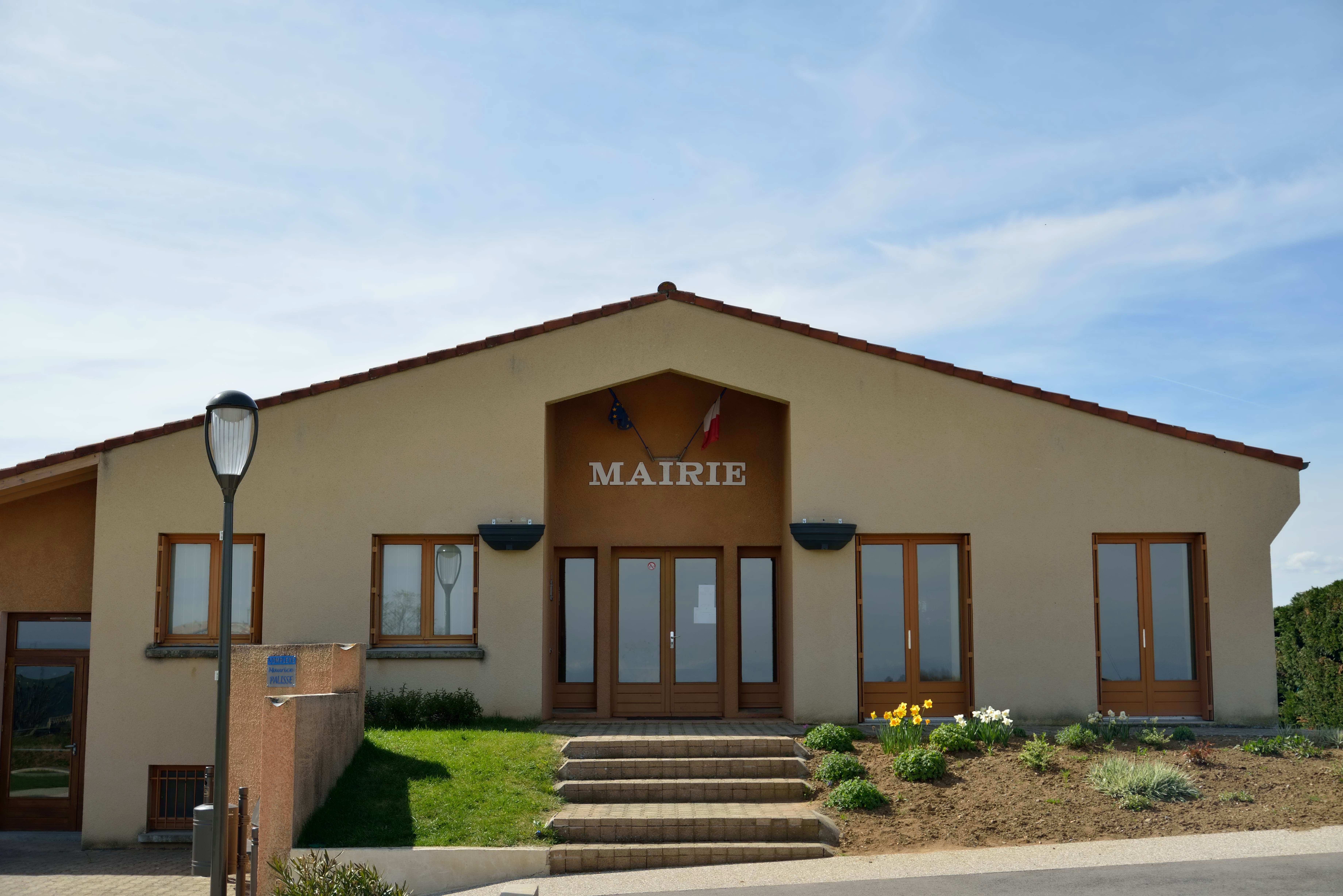
La mairie.

| Période                                  | Période                   | Identité       | Étiquette | Qualité       |
| ---------------------------------------- | ------------------------- | -------------- | --------- | ------------- |
| Les données manquantes sont à compléter. |                           |                |           |               |
| 1989                                     | 1995                      | Arnaudon Louis |           |               |
| 1995                                     | mars 2001                 |                |           |               |
| mars 2001                                | mars 2008                 | Maurice Vaux   |           |               |
| mars 2008                                | 2014                      | Evelyne Figon  |           |               |
| 2014                                     | En cours (au 6 août 2020) | Thierry Dard,  | DVD       | Fonctionnaire |

## Population et société

### Démographie
L'évolution du nombre d'habitants est connue à travers les recensements de la population effectués dans la commune depuis 1793. Pour les communes de moins de 10 000 habitants, une enquête de recensement portant sur toute la population est réalisée tous les cinq ans, les populations de référence des années intermédiaires étant quant à elles estimées par interpolation ou extrapolation. Pour la commune, le premier recensement exhaustif entrant dans le cadre du nouveau dispositif a été réalisé en 2006.

En 2022, la commune comptait 859 habitants, en évolution de +5,27 % par rapport à 2016 (Ardèche : +2,48 %, France hors Mayotte : +2,11 %).
| 1793 | 1800 | 1806 | 1821 | 1831 | 1836 | 1841 | 1846 | 1851 |
| ---- | ---- | ---- | ---- | ---- | ---- | ---- | ---- | ---- |
| 870  | 658  | 818  | 936  | 863  | 900  | 982  | 984  | 942  |

| 1856  | 1861  | 1866  | 1872  | 1876  | 1881  | 1886  | 1891  | 1896  |
| ----- | ----- | ----- | ----- | ----- | ----- | ----- | ----- | ----- |
| 1 032 | 1 032 | 1 020 | 1 005 | 1 079 | 1 041 | 1 078 | 1 106 | 1 079 |

| 1901  | 1906  | 1911 | 1921 | 1926 | 1931 | 1936 | 1946 | 1954 |
| ----- | ----- | ---- | ---- | ---- | ---- | ---- | ---- | ---- |
| 1 010 | 1 014 | 916  | 812  | 784  | 727  | 755  | 714  | 680  |

| 1962 | 1968 | 1975 | 1982 | 1990 | 1999 | 2006 | 2011 | 2016 |
| ---- | ---- | ---- | ---- | ---- | ---- | ---- | ---- | ---- |
| 591  | 535  | 517  | 551  | 587  | 663  | 752  | 812  | 816  |

| 2021 | 2022 | - | - | - | - | - | - | - |
| ---- | ---- | - | - | - | - | - | - | - |
| 850  | 859  | - | - | - | - | - | - | - |

### Enseignement
La commune est rattachée à l'académie de Grenoble.

### Médias
Deux journaux sont distribués dans les réseaux de presse desservant la commune :
- L'Hebdo de l'Ardèche est un journal hebdomadaire français basé à Valence. Il couvre l'actualité de tout le département de l'Ardèche ;
- Le Dauphiné libéré est un journal quotidien de la presse écrite française régionale distribué dans la plupart des départements de l'ancienne région Rhône-Alpes, notamment l'Ardèche. La commune est située dans la zone d'édition d'Annonay-Nord-Ardèche[21].

### Culte
L'Église Saint-Barthélemy de Saint-Barthélemy-le-Plain (propriété de la commune) et la communauté catholique sont rattachées à la Paroisse Saint-Luc-des-coteaux-et-de-Tournon, laquelle dépend du diocèse de Viviers.

## Culture et patrimoine

### Lieux et monuments
- Église Saint-Barthélémy de Saint-Barthélemy-le-Plain

### Personnalités liées à la commune
- Guigues Ier le Chartreux (1083-1136), natif, 5e prieur de la Grande Chartreuse.
- Hélène Petter, artiste franco-suisse par son mariage, née Marie-Hélène Brachier le 1er janvier 1912 à Saint-Barthélémy-le-Plain, décédée en 2007 dans les Vosges.